# Kerek
Kerek is een bestuurslaag in het regentschap Ngawi van de provincie Oost-Java, Indonesië. Kerek telt 1082 inwoners (volkstelling 2010).